# Mediothele
Mediothele és un gènere d'aranyes migalomorfes de la família dels hexatèlids (Hexathelidae). Fou descrita primer l'any 1978 per Raven & Platnick.
L'any 2017, segons el World Spider Catalog, aquest gènere tenia reconegudes sis espècies, totes de Xile.
- Mediothele anae Ríos & Goloboff, 2012
- Mediothele australis Raven & Platnick, 1978 (espècie tipus)
- Mediothele lagos Ríos & Goloboff, 2012
- Mediothele linares Ríos & Goloboff, 2012
- Mediothele minima Ríos & Goloboff, 2012
- Mediothele nahuelbuta Ríos & Goloboff, 2012